# Chileranthemum lottiae
Chileranthemum lottiae är en akantusväxtart som beskrevs av T.F. Daniel. Chileranthemum lottiae ingår i släktet Chileranthemum och familjen akantusväxter. Inga underarter finns listade i Catalogue of Life.